# Exact Cross 2024-2025
De Exact Cross 2024-2025 is het 9e seizoen van een serie overkoepelende wedstrijden in het veldrijden. In de Exact Cross worden er geen punten gegeven, noch is er een algemeen klassement of een algehele eindwinnaar. De wedstrijdserie is genoemd naar de hoofdsponsor, de softwareontwikkelaar Exact. De Exact Cross wordt georganiseerd door Golazo.

## Locaties
| # kaart | Datum            | Wedstrijd            | Plaats       |
| ------- | ---------------- | -------------------- | ------------ |
| 1       | 12 oktober 2024  | be-Mine Cross        | Beringen     |
| 2       | 19 oktober 2024  | Robotland Cyclocross | Essen        |
| 3       | 26 oktober 2024  | Heerderstrand        | Heerde       |
| 4       | 23 november 2024 | Urban Cross          | Kortrijk     |
| 5       | 27 december 2024 | Azencross            | Loenhout     |
| 6       | 5 februari 2025  | Parkcross            | Maldegem     |
| 7       | 15 februari 2025 | Waaslandcross        | Sint-Niklaas |

## Mannen elite
| Datum            | Wedstrijd                   | Cat. | Eerste               | Tweede                 | Derde                  |       |
| ---------------- | --------------------------- | ---- | -------------------- | ---------------------- | ---------------------- | ----- |
| 12 oktober 2024  | be-Mine Cross, Beringen     | C2   | Lars van der Haar    | Michael Vanthourenhout | Niels Vandeputte       | [ 1 ] |
| 19 oktober 2024  | Robotland Cyclocross, Essen | C2   | Laurens Sweeck       | Niels Vandeputte       | Jens Adams             | [ 2 ] |
| 26 oktober 2024  | Heerderstrand, Heerde       | C2   | Eli Iserbyt          | Pim Ronhaar            | Laurens Sweeck         | [ 3 ] |
| 23 november 2024 | Urban Cross, Kortrijk       | C2   | Eli Iserbyt          | Niels Vandeputte       | Michael Vanthourenhout | [ 4 ] |
| 27 december 2024 | Azencross, Loenhout         | C1   | Mathieu van der Poel | Thibau Nys             | Laurens Sweeck         | [ 5 ] |
| 5 februari 2025  | Parkcross, Maldegem         | C2   | Laurens Sweeck       | Eli Iserbyt            | Niels Vandeputte       | [ 6 ] |
| 15 februari 2025 | Waaslandcross, Sint-Niklaas | C2   | Niels Vandeputte     | Lars van der Haar      | Michael Vanthourenhout | [ 7 ] |

## Vrouwen elite
| Datum            | Wedstrijd                   | Cat. | Eerste                     | Tweede                     | Derde                |        |
| ---------------- | --------------------------- | ---- | -------------------------- | -------------------------- | -------------------- | ------ |
| 12 oktober 2024  | be-Mine Cross, Beringen     | C2   | Fem van Empel              | Ceylin del Carmen Alvarado | Lucinda Brand        | [ 8 ]  |
| 19 oktober 2024  | Robotland Cyclocross, Essen | C2   | Marion Norbert-Riberolle   | Sara Casasola              | Laura Verdonschot    | [ 9 ]  |
| 26 oktober 2024  | Heerderstrand, Heerde       | C2   | Ceylin del Carmen Alvarado | Inge van der Heijden       | Laura Verdonschot    | [ 10 ] |
| 23 november 2024 | Urban Cross, Kortrijk       | C2   | Fem van Empel              | Marion Norbert-Riberolle   | Inge van der Heijden | [ 11 ] |
| 27 december 2024 | Azencross, Loenhout         | C1   | Marion Norbert-Riberolle   | Sanne Cant                 | Imogen Wolff         | [ 12 ] |
| 5 februari 2025  | Parkcross, Maldegem         | C2   | Marie Schreiber            | Inge van der Heijden       | Sara Casasola        | [ 13 ] |
| 15 februari 2025 | Waaslandcross, Sint-Niklaas | C2   | Lucinda Brand              | Sara Casasola              | Inge van der Heijden | [ 14 ] |

Kampioenschappen:  Wereldkampioenschappen ·
 Europese kampioenschappen ·
 Belgische kampioenschappen ·
 Nederlandse kampioenschappen
Klassementen:  Wereldbeker ·
 Superprestige ·
 X²O Badkamers Trofee ·
 HSF System Cup ·
 Trek USCX Series ·
 Coupe de France ·
 National Trophy Series ·
 Copa de España ·
 Swiss Cyclocross Cup ·
 Hope Supercross Series
Overig:  Exact Cross ·  Losse crossen België
2016-2017 · 2017-2018 · 2018-2019 · 2019-2020 · 2020-2021 · 2021-2022 · 2022-2023 · 2023-2024 · 2024-2025